# Juan Carlos Segovia
Juan Carlos Segovia (n. Posadas, Misiones, Argentina, 17 de julio de 1961) es un exfutbolista argentino. Jugaba de defensa central y militó en diversos clubes de Argentina, Chile y México. Padre de Kevin Leonel Segovia,Christopher Segovia. 
Actualmente con una Escuela de fútbol con más de 20 años de formación en el Estado de Guanajuano. 
Segovia es un icono referente de los Toros de Celaya,saliendo campeón al lado de Amarildo,Zicco,Palomeque y otros jugadores con los que compartió cancha ese día, ganado la final contra de Pachuca en Hidaldo. 
Tuvo la trayectoria Profesional jugando en: DEP.Español y Huracán,Teniendo el placer de enfrentar a Diego Armando Maradona,en la cancha de Boca Juniors; como también en la cancha de River Plate,enfrentándose a Hernan Crespo y Ariel Ortega (El Burrito Ortega). 
Cerrando con una Trayectoria de 18 Años de Carrera como Jugador Profesional.   

## Clubes
| Club              | País      | Año       |
| ----------------- | --------- | --------- |
| Deportivo Español | Argentina | 1986-1991 |
| Everton           | Chile     | 1991-1992 |
| Huracán           | Argentina | 1992-1993 |
| Atlético Celaya   | México    | 1994      |
| Banfield          | Argentina | 1995      |